# Dorneburger Bach
Der Dorneburger Bach, auch Dorneburger Mühlenbach ist ein rechter Zufluss des Hüller Bachs im Ruhrgebiet, er gehört zum Flusssystem der Emscher.

## Verlauf
Der Dorneburger Bach entspringt im sogenannten „Zillertal“ (benannt nach einer ehemaligen Ausflugsgaststätte), im Bochumer Stadtteil Hiltrop. Er entsteht hier durch den Zusammenfluss dreier Quellbäche, ein vierter Quellbach ist durch die Bebauung des Einzugsgebiets versiegt. Das Quellgebiet, die Bachtäler und die angrenzenden, bewaldeten Hänge sind als Naturschutzgebiet Tippelsberg-Berger Mühle ausgewiesen. Die Berger Mühle war eine hochmittelalterliche Wassermühle, ein Fachwerkhaus hat sich hier bis heute erhalten. Der Bach diente in weiten Abschnitten als offenes Abwasser-Kanalsystem zur Entwässerung der Siedlungsgebiete und Industrieanlagen. Heute werden verdünnte Abwässer (Kanalabschläge aus dem Mischsystem) über zwei Regenrückhaltebecken etwas oberhalb der Stadtgrenze Herne-Bochum bei starken Regenfällen in den Bach eingeleitet, wenn der Durchmesser der Kanäle aufgrund der hohen Wassermenge nicht ausreicht. Der Oberlauf oberhalb davon ist abwasserfrei.
Innerhalb der städtischen Bebauung verläuft der Bach häufig unterirdisch. In Herne-Eickel lagen die ehemalige Wasserburg Haus Dorneburg und die Mühle von Haus Nosthausen am Bachlauf. An der Stadtgrenze Gelsenkirchen-Bismarck und Herne-Wanne unterquert er die Erzbahntrasse, bevor er in den Hüller Bach mündet.

## Ökologischer Umbau
In den 1920er Jahren wurde der Dorneburger Bach in eine Betonrinne gefasst, begradigt sowie an vielen Stellen unterirdisch verlegt bzw. überbaut. In den Zeiten des aktiven Bergbaus gab es zu dieser Köttelbecke (Umgangssprache im Ruhrgebiet) keine Alternative, da ein geschlossenes Abwassersystem durch Bergschäden nicht verwendet werden konnte. Die Emscher sowie deren Zuflüsse wurden zu einem offenen Abwassersystem, nur die Oberläufe der Gewässer hatten noch einen natürlichen Verlauf.
Im Jahre 1996 begannen der Betreiber der Abwasseranlagen, die Emschergenossenschaft, sowie die Kommunen den Bach im Rahmen des Projekts Umbau des Emschersystems zu renaturieren. Die Abwässer werden seitdem kanalisiert und der Bach ökologisch erneuert. Bis zum innerstädtischen Bereich von Herne-Wanne ist dieses Projekt bereits umgesetzt. Seit 2012 ist die Unterquerung des Wanne-Eickeler Hauptbahnhofs sowie von Teilen von Herne-Wanne fertiggestellt. In diesem Bereich ist ein 830 m langer Gewässerdurchlass mit einem Außendurchmesser von 3,4 m errichtet worden.

## Belege
1. ↑  Deutsche Grundkarte 1:5000
2. ↑  Topografische Karte 1:25.000
3. ↑  Gewässerverzeichnis des Landesamtes für Natur, Umwelt und Verbraucherschutz NRW 2010 (XLS; 4,67 MB)(Hinweise)
4. ↑  Topographisches Informationsmanagement, Bezirksregierung Köln, Abteilung GEObasis NRW (Hinweise)
5. ↑  Ansichten von historischen Postkarten
6. ↑  Emscher Genossenschaft Lippe Verband:  Willkommen in der Unterwelt! (Memento vom 14. August 2014 im Internet Archive), abgerufen am 4. Dezember 2011
7. ↑  Emscher Genossenschaft Lippe Verband: Emscher-Zukunft in Herne Wanne-Eickel Neues Leben am Bach (Memento vom 5. November 2011 im Internet Archive) (PDF; 3,5 MB), abgerufen am 4. Dezember 2011